# Baseball Stars Professional
Baseball Stars Professional (ベースボールスターズプロフェッショナル?, Bēsubōru Sutāzu Purofesshonaru) è un videogioco sportivo di baseball edito da SNK nel 1990 per sistema Neo Geo arcade. Fa parte dei quattro giochi presenti al lancio dell'hardware, assieme a Magician Lord, NAM-1975 e Top Player's Golf. Nel 1991 uscì anche per la corrispondente console domestica e nel 1995 per Neo Geo CD.
È il seguito di Baseball Stars per NES, a sua volta seguito da Baseball Stars 2 (1992) per Neo Geo e Baseball Stars (1998) per Neo Geo Pocket Color. Un altro gioco simile della SNK sempre per Neo Geo fu Super Baseball 2020 (1991), a tema fantascientifico.
Il titolo ricevette di solito giudizi piuttosto buoni dalla critica dei suoi tempi, soprattutto per quanto riguarda la realizzazione grafica e sonora.
Emulazioni dell'originale sono state pubblicate dalla Hamster Corporation o dalla SNK Playmore per varie piattaforme più recenti.

## Modalità di gioco
Si possono giocare singole partite a due giocatori in competizione, oppure affrontare un torneo in giocatore singolo. C'è una scelta di squadre fittizie, con giocatori di diverse caratteristiche e con varianti estetiche, come l'aspetto dell'allenatore e della mascotte. Si sceglie inoltre se giocare in stadio coperto o scoperto.
Durante il lancio la visuale è sempre fissa da dietro il battitore. Dopo una battuta riuscita la visuale sul campo diventa dall'alto e isometrica, a scorrimento multidirezionale.
Come nel baseball reale le fasi di gioco sono due, quella offensiva e quella difensiva. Nella fase offensiva con i rispettivi tasti si colpisce la palla con la mazza, si fa avanzare un giocatore di una base e si fa bunt. Nella fase difensiva il giocatore cerca di intercettare la palla tramite un elemento della squadra e passa la palla in casa base. È possibile chiamare time-out per visualizzare le statistiche dei giocatori e fare cambi.
Il gioco è ampiamente dotato di sintesi vocale del commentatore sportivo in inglese. Sono presenti alcuni tocchi umoristici, come i battitori eliminati che spezzano la mazza per la rabbia.